# Нидербаххајм
Нидербаххајм (њем. Niederbachheim) општина је у њемачкој савезној држави Рајна-Палатинат. Једно је од 137 општинских средишта округа Рајн-Лан. Према процјени из 2010. у општини је живјело 248 становника. Посједује регионалну шифру (AGS) 7141094.

## Географски и демографски подаци
Нидербаххајм се налази у савезној држави Рајна-Палатинат у округу Рајн-Лан. Општина се налази на надморској висини од 270 метара. Површина општине износи 2,9 km². У самом мјесту је, према процјени из 2010. године, живјело 248 становника. Просјечна густина становништва износи 85 становника/km².